# Jean Gosselin
Jean Gosselin nació en Vire en torno a 1506 y murió en París en 1604, con casi cien años. Dirigió la Biblioteca Real de Francia durante casi medio siglo, desde 1560 hasta 1604.
Protegido de Margarita de Angulema, publicó en 1571 una Histoire des constellations (Historia de las constelaciones). Bajo su dirección, la Biblioteca del Rey se enriqueció, sobre todo gracias a los libros publicados con privilegio real. El papel de Gosselin parece, no obstante, haber sido meramente simbólica después de 1593: al ser octogenario, no se encontraba en situación de dirigir la Biblioteca y era Jacques-Auguste de Thou quien desempeñaba en la práctica esta tarea. 
Jean Gosselin es de la misma familia que Guillaume Gosselin, un matemático nacido en Caen.

## Obras
- Ephémérides, ou Almanachs du jour et de la nuit pour 100 ans, París, 1571, in-4.
- Historia imaginum coelestium noslro soeculo accomodata, ib., 1577, in-4.
- La Significat., de l'ancien jeu des cartes pythagoriq., ib., 1582, in-8.
- Calendrier grégorien perpétuel, trad, en francés., ibid., 1583, in-8.
- Remontrance touchant la garde de la librairie du Roy, 1595.
- Discours de la dignité et excellence des fleurs de lys et des armes des rois de France, Melun, 1593; Nantes, 1615, in-8º, etc.